# Distretto di Písac
Il distretto di Písac è uno degli otto distretti della provincia di Calca, in Perù. Si trova nella regione di Cusco e ha come capoluogo Písac.